# موسیقی قبرس

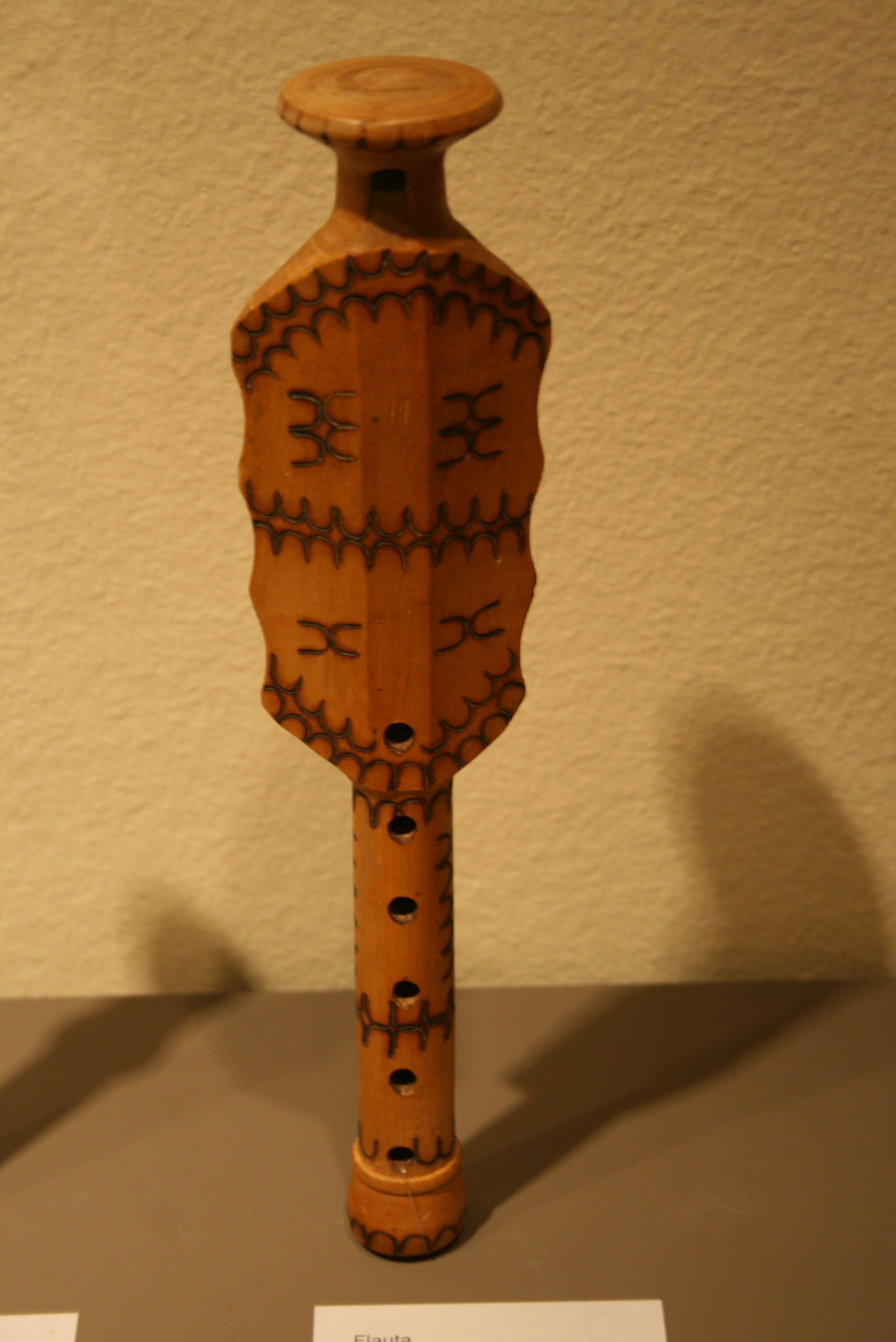
فلوت قبرسی

موسیقی قبرس شامل انواع سبک‌های سنتی، کلاسیک غربی و سبک‌های همه‌پسند غربی است. موسیقی سنتی قبرس به موسیقی سنتی یونان شباهت داردو از موسیقی ترکی و عربی تأثیر گرفته‌است. پایکوبی‌های این موسیقی شامل سوستا، سیرتوس، بالوس، تاتسیا ، آنتی کریستوس، عربیا، کاروتسریس، سینالیک، چیفتتلی، زیمبکیکو و ماندرا است.

## پیشینه

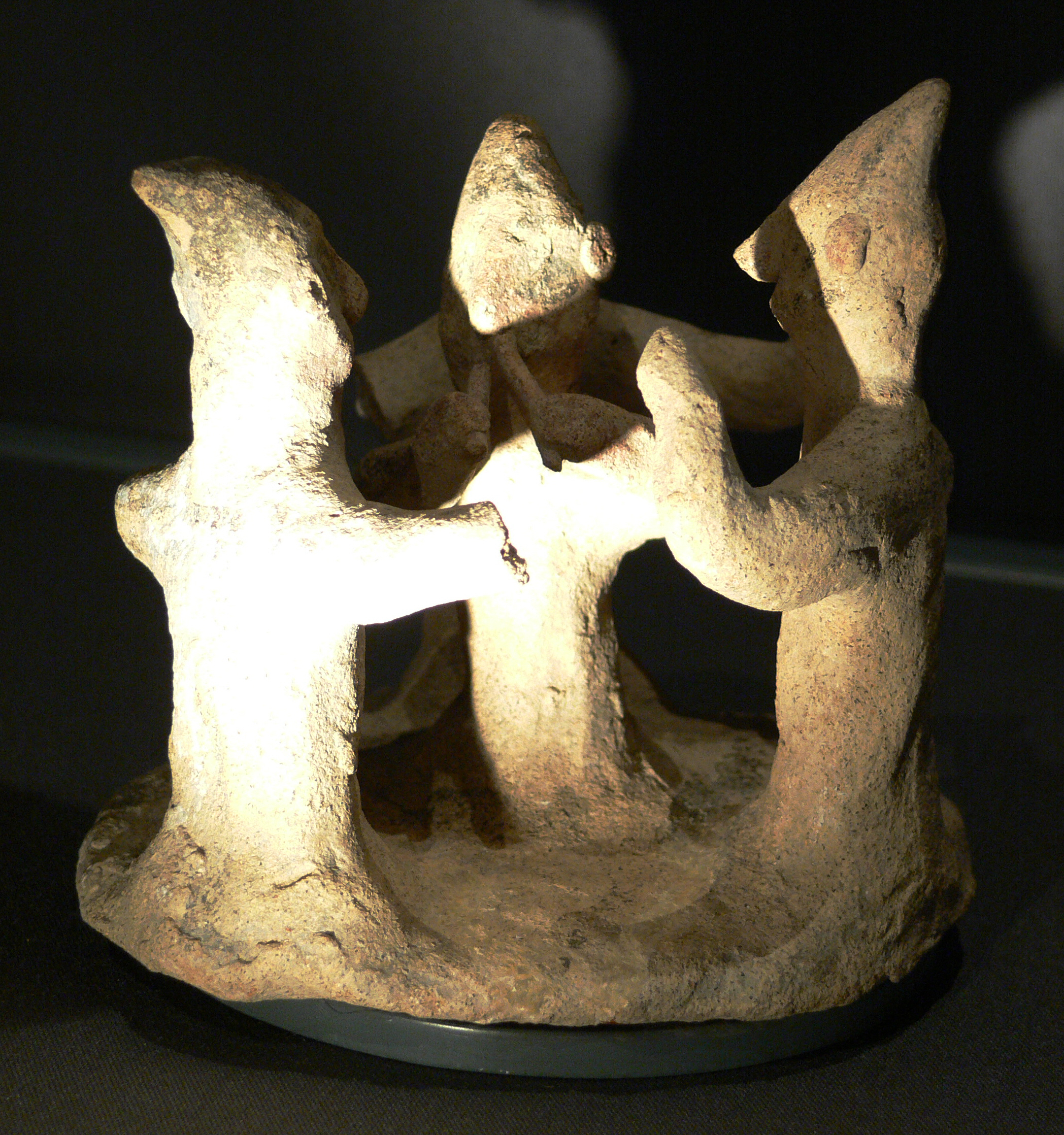
مجسمه سفالین قبرسی، ۷۵۰–۶۰۰ قبل از میلاد مسیح، که یک نوازنده ساز «دو ضرب» و دو رقصنده را نشان می‌دهد. موزه تاریخ هنر، وین.

### موسیقی سده میانه
قبرس پیش از سده میانه بارها مورد تغییر قرار گرفت و در زمان جنگ‌های صلیبی پایگاه مهم مسیحیت و فرهنگ غربی بود. در اوج این بالندگی، شاه پتر اول قبرسی بازدیدی سه ساله از اروپا کرد و همراهانی از نوازندگان آورد که شاه شارل پنجم را در رنس بسیار تحت تأثیر قرار دادند به طوری که ۸۰ فرانک طلا به آنها اهدا کرد. در بازگشت به قبرس، پیر اول با خود سنت ارس نوا فرانسوی و بعداً ارس سوبتیلیور را به همراه چند نوازنده به ارمغان آورد. نوازندگان فرانسوی در قبرس مستقر شدند و شهر نیکوزیا تبدیل به پایتخت سبک آرس سوبتیلیور شد.

### موسیقی رنسانس
شخصیت اصلی موسیقی آن دوران قبرس هیرونیموس کانتور، دانشجوی قبرسی جوزفو زارلینو بود، که در حدود ۱۵۵۰–۱۵۶۰ به شکوفایی رسید و در کنار دیگران، سازوکار موسیقایی را که سروده‌های بیزانسی سده میانه را از طریق کانتوس بازاجرا می‌کرد، پیشنهاد داد.

### موسیقی بیزانس

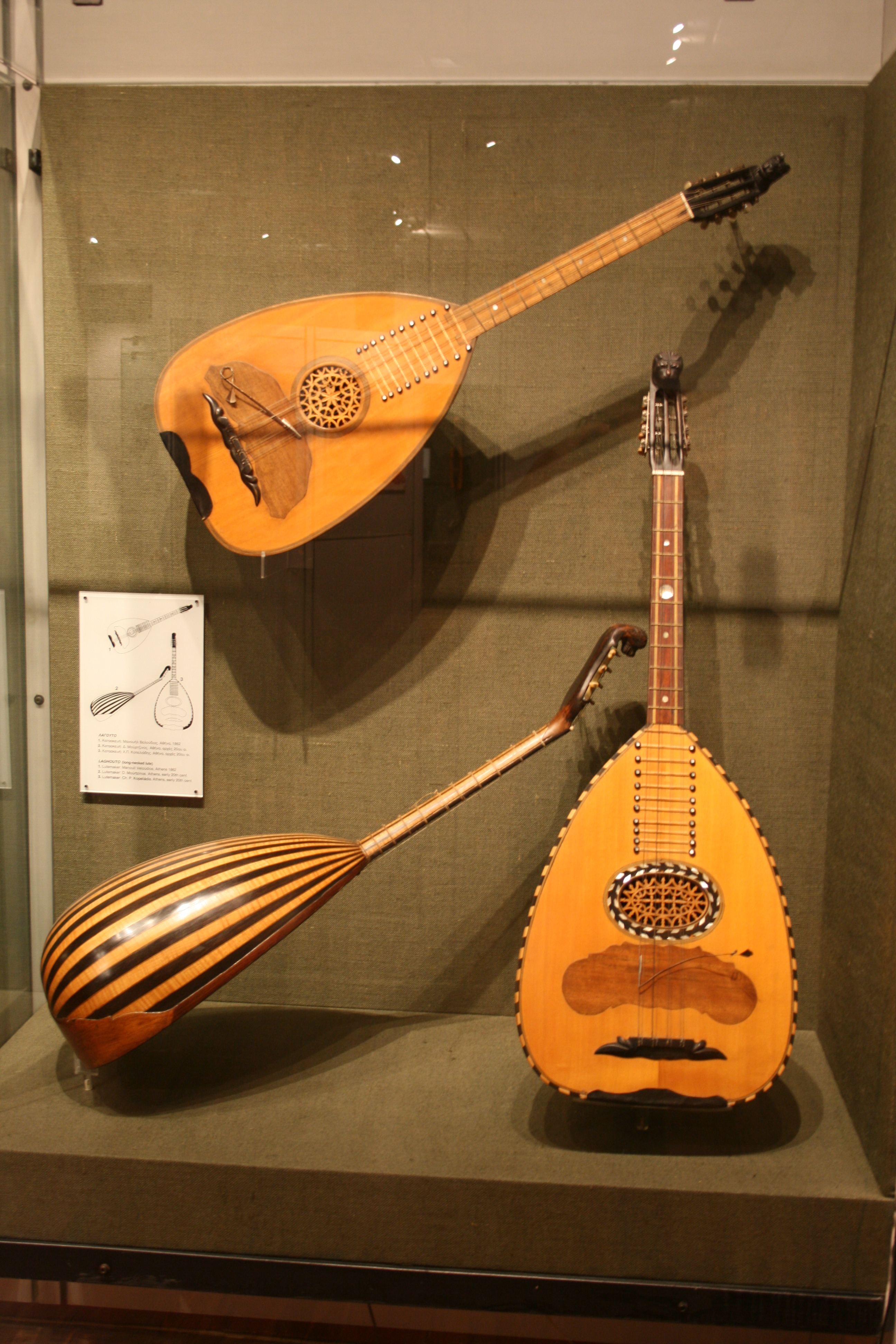
انواع مختلف لائوتا، ساز غالب موسیقی سنتی قبرس.

موسیقی جزیره قبرس تحت تأثیر موسیقی بیزانس است. آتاناسیوس دمتریادیس، که همچنین به نام کاساوتیس شناخته می‌شد، شماس قبرسی در قسطنطنیه و در زمانی که عمویش اسقف اعظم بود، بود. بعضی موسیقی‌دان‌ها مسئول اصلاح نت نویسی موسیقی کلیسایی یونان بودند. اساساً، این کار شامل ساده‌سازی نمادهای موسیقی بیزانس بود که در اوایل سده نوزدهم، چنان پیچیده و فنی شده بود که فقط موسیقی‌دانان بسیار ماهر قادر به تفسیر صحیح آنها بودند.

## صحنه موسیقی امروز و معاصر

### موسیقی سنتی
موسیقی سنتی در قبرس شبیه به موسیقی سنتی یونان است و شامل پایکوبی‌هایی مانند تاتسیا، سوستا، سیرتوس، بالوس، زیبکیکو، کاروستریس، سینالیک، چیفتتلی، عربیا، ماندرا و کارسیلاما است. برخلاف یونان و ترکیه، مجموعه‌هایی از پنج رقص کارسیلاما وجود دارد که برای مردان و زنان متفاوت است که غیر از رقص ریتم ۹/۸ استاندارد این پایکوبی می‌شود. پنجمین رقص کارسیلاما به عنوان بالوس برای سوئیت‌های مردان و زنان نیز شناخته می‌شود. موسیقی قبرس سنتی – مانند موسیقی سنتی یونانی و موسیقی سنتی ترکیه – بر اساس مد است که از نوای اکوی موسیقی بیزانس و مقامی ترکیه تشکیل می‌شود. موسیقی سنتی قبرس تحت تأثیر موسیقی کشورهای عربی اطراف قرار دارد. هم قبرس یونانی و هم ترکی از ویولون بعنوان ساز اصلی تکنوازی همراه با عود استفاده می‌کنند. از سازهای تامبوتسیا و پیتکیاولین نیز در این موسیقی استفاده می‌شود. تا اوایل سده بیستم، داوول و زورنا (به یونانی داولی و زورناس) توسط هر دو جامعه یونانی/ترکی (هرچند بیشتر توسط ترک‌های قبرسی) در جشن‌ها و عروسی‌های روستایی استفاده می‌شد، اما بعداً این سازها از صحنه موسیقی قبرس یونان کنار گذاشته شدند. ساز دیگری که زودتر در قبرس نواخته شد، تنبور بود که در یونان با نام 'پاندورا' یا 'تریکوردو' (ساز سه سیمه) شناخته می‌شود. از خوانندگان برجسته موسیقی محلی قبرس یونانی می‌توان به تئودلوس کالینیکوس، میکالیس ترتلیکا، کریستوس سیکیس، میکالیس هاجمیچیل و ایلیاس کولومیس اشاره کرد. تسیاتیستا آواز ضد آوایی بداهه‌ای شبیه مانتینادای کرتی است که با قصد شوخی و طنز، معمولاً بین دوستان یا خویشان اجرا می‌شود. موسیقی محلی یونانی-قبرسی بیشترین ارتباط را با نیسیوتیکا (موسیقی محلی جزایر اژه) و به ویژه با موسیقی دوزکانی دارد. موسیقی سنتی قبرس نیز بسیار تحت تأثیر موسیقی یونانیان آسیای کوچک است.
از دهه ۱۹۷۰ تاکنون تلاش برای رایج سازی یا تلفیق موسیقی سنتی با سبک‌های دیگر صورت گرفته‌است.

### موسیقی کلاسیک غربی
جمهوری قبرس، ارکستر سمفونیک خاص خود را دارد که یک ارکستر سمفونیک حرفه ای و تمام وقت است و در سال ۱۹۸۷ (به عنوان ارکستر مجلسی قبرس) به همراه ارکستر سمفونیک جوانان قبرس و مدرسه موسیقی آن که آموزش موسیقی به نوازندگان جوان در هر سطح را بر عهده داشت، بنیان گذاشته شد. این نهادها زیر چتر بنیاد ارکستر سمفونیک قبرس هستند که توسط وزارت آموزش و فرهنگ پشتیانی و نظارت می‌شود.

### موسیقی همه‌پسند غربی

#### موسیقی راک و متال

##### دوران اول: ۱۹۷۰ تا ۱۹۹۰
موسیقی راک و هوی متال قبرس چند سال پس از جنگ ۱۹۷۴ و اواخر دهه ۱۹۷۰ آغاز شد. این دوره به عنوان نخستین دوره موسیقی راک قبرس شناخته می‌شود. یکی از پیشگامان راک / متال در قبرس کیم نیکولائو بنیانگذار گروه موسوم به Kimstyle TR (یا TR) است. این گروه اولین گروهی بود که نمایش‌های زنده راک را به جزیره آورد و آن را معرفی کرد. اولین تک آهنگ پاپ / راک گروه "بانو و طوطی" نام داشت که با توجه به معیارهای یونان و قبرس بسیار جلوتر از زمان خود بود، به طوری که متن آن توهین آمیز تلقی شده و بنابراین، توسط تلویزیون CyBC ممنوع شد و نسخه‌های آن توسط مقامات گمرکی سوخته می‌شد.
در اوایل دهه ۱۹۹۰، گروه گادبلاد صحنه منطقه‌ای بلک متال را در قبرس آغاز کرد. آنها ابتدا به عنوان یک گروه بچه مدرسه‌ای فعالیت می‌کردند، و بعداً با انتشار کارهای‌های خود با ناشر "Throne Productions" ادامه دادند.

##### پس از ۲۰۰۰
برخی از گروه‌های موسیقی معروف راک در قبرس عبارتند از Akoustikoi Epivates، لوپودیت، Savvas Isovitis (خواننده تک/ گیتارنواز)، Katadotes (Καταδότες)، Full Volume , Quadraphonic , Johnny & the Liars (پانک / آلترناتیو) راک)، Maenads , Forty Plus , Triple Jam و Krokes (هر دو گروه راک یونانی هستند)، Ophiochus (Instrumental Funk / Rock) , Isaac's Cello (سایکدلیک/ تجربی).

##### راک/متال پراگرسیو
پراگرسیو راک یکی از جدیدترین سبک‌هایی است که وارد صحنه موسیقی راک قبرس می‌شود. تنها گروه فعال این سبک که احتمالاً باعث ایجاد آن در سال ۲۰۰۴ نیز شد، Quadraphonic است.
کوادرافونیک (معروف به Q4) یک گروه راک / متال پراگرسیو است که به اجرا در سراسر قبرس ادامه می‌دهد.

#### موسیقی جهانی
یکی از موفق‌ترین و شناخته شده‌ترین گروه‌های موسیقی جهان در قبرس، Monsieur Doumani است. این گروه در سال ۲۰۱۲ در نیکوزیا تشکیل شد و دو آلبوم به نام‌های Grippy Grappa (۲۰۱۳) و Sikoses (۲۰۱۵) منتشر کرده‌است. این گروه با تمرکز بر سبک منحصر به فرد موسیقی محلی قبرس، به ساخت آهنگ‌های سنتی با تنظیمات جدید، ملودی‌ها، ریتم‌ها و نواهای نو می‌پردازد و سبک خاص خود را دارد. موسیقی گروه آمیزه‌ای از آخشیج‌های محلی با سبک‌های نوین است. فهرست آثار آنها همچنین شامل ساخته‌های خود به زبان گویش یونانی قبرسی است که از جامعه کنونی قبرس الهام گرفته شده‌است.

#### موسیقی الکترونیک / جهانی
در سال ۲۰۰۸ گروه موسیقی الکترونیکی Mikros Kosmos ("دنیای کوچک") ظهور پیدا کرد و اولین آلبوم خود را در نیکوزیا ضبط کرد.

### جشنواره‌ها
- جشنواره کیپریا
- جشنواره Pafos Aphrodite (یک جشنواره جهانی اپرا در پافوس)  بایگانی‌شده  در ۴ دسامبر ۲۰۲۰ توسط Wayback Machine
- جشنواره جهانی موسیقی در آمفی تئاتر کورایون .
- در ماه‌های بهار آوریل و مه، بلاپاس (صومعه سده ۱۳ لوزینیان در کایرنیا) میزبان نوازندگان مشهور از سراسر جهان است.
- سلامیس در فاماگوستا یکی دیگر از این مکانهای تاریخی قبرس است که برای کنسرت استفاده می‌شود.
- جشنواره رگه سونجام با حضور هنرمندان داخلی و جهانی (که هر سال یک بار در تابستان برگزار می‌شود). .

## برای مطالعهٔ بیشتر
- Brewin, Christopher (2000). European Union and Cyprus. Eothen Press. ISBN 0-906719-24-0.
- Kiliaris, Nikos (2013). Secondary Music Education in Cyprus: A Historical and Philosophical perspective since 1960. LAP LAMBERT Academic Publishing. ISBN 978-3-659-41083-3.
- Samson, Jim & Demetriou, Nicoletta (eds). (2015). Music in Cyprus. Ashgate Press. ISBN 978-1-4094-6573-7.CS1 maint: uses authors parameter (link)